# Edward Young, Baron Young of Old Windsor

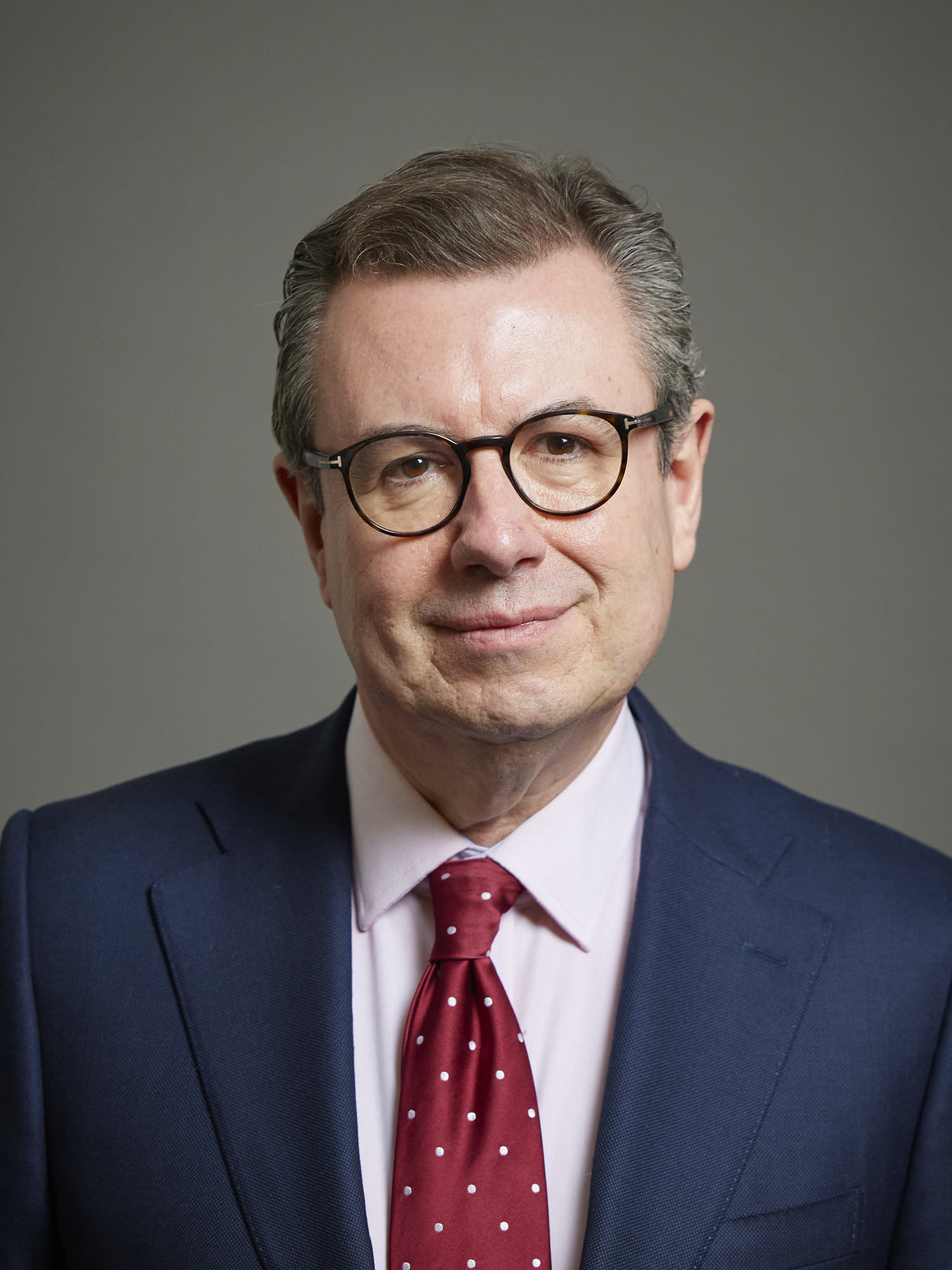
Edward Young, Baron Young of Old Windsor, 2024

Edward Young, Baron Young of Old Windsor, GCB, GCVO, PC (* 24. Oktober 1966) ist ein britischer Höfling. Er war von 2017 bis zu ihrem Tod 2022 der Privatsekretär von Königin Elisabeth II. und anschließend bis zum 23. Mai 2023 der Privatsekretär von König Charles III.
Young arbeitete seit 2004 für den Königlichen Haushalt und war zunächst Assistent sowie von September 2007 bis Oktober 2017 stellvertretender Privatsekretär von Elizabeth II., bis er am 17. Oktober 2017 als Nachfolger von Christopher Geidt zum Privatsekretär befördert wurde. Er war der 24. Inhaber des Amtes des Privatsekretärs seit dessen Einführung im Jahr 1805.
Als Privatsekretär der Königin nahm Young eine Schlüsselrolle bei der Operation London Bridge am 8. September 2022 ein. Anschließend diente er als Privatsekretär des neuen Königs Charles III. bis er am 23. Mai 2023 sein Amt niederlegte.
Am 13. Juni 2023 wurde er als Baron Young of Old Windsor, of Old Windsor in the Royal County of Berkshire, zum Life Peer erhoben. Er wurde dadurch Mitglied des House of Lords, in das er am 15. Juni 2023 eingeführt wurde und wo er sich der Fraktion der Crossbencher anschloss.